# Pico Blue Mountain
O Pico Blue Mountain (em inglês:  Blue Mountain Peak) é a mais alta montanha da Jamaica, com 2256 m de altitude. Nas suas encostas cultiva-se o famoso café Blue Mountain. O "Blue Mountain Peak" é o segundo pico mais alto nas ilhas do mar das Caraíbas depois do Pico Duarte na República Dominicana. Situa-se na fronteira das paróquias de Portland e Saint Thomas. A cordilheira onde se encontra tem o mesmo nome: Blue Mountains.
A região é considerada como um paraíso para turistas e campistas. A tradicional caminhada pela montanha tem 10 km de extensão. Os jamaicanos preferem chegar ao cume ao nascer-do-sol pelo que a caminhada de 3-4 horas costuma ser feita na escuridão antes da alvorada. O céu costuma estar muito claro pela manhã e é possível ver a ilha de Cuba muito ao longe. Algumas das plantas que se encontram na montanha são endémicas. 